# Jordan Knight
Jordan Nathaniel Marcel Knight (Worcester, 17 de Maio de 1970) é um cantor e compositor americano, mais conhecido por ser um dos integrantes da boy band New Kids On The Block (NKOTB), junto de seu irmão mais velho, Jonathan Knight, além de Donnie Wahlberg, Joey McIntyre e Danny Wood. O grupo se separou em 1994 e retornou aos palcos em 2008. Nesse período Jordan dedicou-se a carreira solo, sendo seu maior sucesso a música "Give It To You". 
Em 2014, Knight gravou um álbum colaborativo com Nick Carter dos Backstreet Boys, intitulado Nick & Knight. Eles saíram em turnê pelos Estados Unidos para promover o álbum em setembro de 2014.

## Discografia

### Álbuns de estúdio
- Jordan Knight (1999)
- Love Songs (2006)
- Unfinished (2011)

### Álbuns remix e EPs
- Jordan Knight Performs New Kids on the Block: The Remix Album (2004)
- The Fix (2005)

### Álbuns colaborativos
- Nick & Knight (2014)